# Tubulopathie
Die Tubulopathie ist eine Funktionsstörung der Nierenkanälchen (Tubuli renales). Die Glomeruli (Nierenknäuelchen) und die Glomeruläre Filtrationsrate  sind nicht betroffen. Da die Tubuli für die Rückresorption von Wasser, Salzen und weiteren Substanzen zuständig sind, führt eine Störung zu harmloser bis ausgeprägter chronischer Azidose, Hypokaliämie, Hyperaminoazidurie, Glukosurie und Hyperphosphaturie.
Die meisten Tubulopathien sind angeboren und zeigen sich im Kindes- und Jugendalter.
Tritt eine Tubulopathie erst im Erwachsenenalter auf, ist sie meist Folge einer Grunderkrankung mit sekundärer Tubulusschädigung, auch durch Zufuhr nephrotoxischer Substanzen.

## Klassifikation
Folgende Einteilung ist gebräuchlich:

### Primäre Tubulopathien
| Störung der Resorption von | zugrunde liegende Erkrankung                                       | Orphanet |
| -------------------------- | ------------------------------------------------------------------ | -------- |
| Aminosäuren                | Zystinurie                                                         |          |
|                            | Glycinurie                                                         |          |
|                            | Histidinurie                                                       | 2158     |
|                            | Iminoglycinurie                                                    | 42062    |
|                            | Dibasische Hyperaminoazidurie (mit intestinaler Lysinintoleranz)   |          |
|                            | Dicarboxyl-Hyperaminoazidurie                                      | 2195     |
|                            | Hartnup-Krankheit                                                  |          |
| HCO3                       | Proximale renal-tubuläre Azidose (Typ 2)                           |          |
|                            | Gemischte renal-tubuläre Azidose (Typ 3)                           | 2785     |
| Phosphate                  | Familiäre Hypophosphatämie                                         |          |
|                            | Phosphatdiabetes (hypophosphatämische Rachitis)                    |          |
|                            | Pseudohypoparathyreoidismus                                        |          |
| Glukose                    | Primäre renale Glucosurie                                          |          |
|                            | Renale Glukosurie bei kongenitaler Glukose-Galaktose-Malabsorption | 35710    |
| Kombiniert                 | Primäres idiopathisches De-Toni-Fanconi-Syndrom                    |          |
| H+-Ionen                   | Distale renal-tubuläre Azidose (Typ 1)                             |          |
| Kalzium                    | Idiopathische Hyperkalziurie                                       |          |
|                            | Dent-Syndrom                                                       |          |
| Harnsäure                  | Renale Hypourikämie                                                | 94088    |
|                            | Primäre (Hypourikosurische) Hyperurikämie                          |          |
|                            | Hypoxanthin-Guanosin-Phosphoribosyltransferase-Mangel              | 206428   |
|                            | Xanthinoxidasemangel (Xanthinurie Typ 2)                           |          |
| Magnesium                  | Familiäres Hypomagnesiämie-Hyperkalziurie-Syndrom (FHHNC)          | 306516   |
|                            | Renale Hypomagnesiämie (Familiäre Primäre Hypomagnesiämie)         |          |
| Natrium und Kalium         | Antenatales Bartter-Syndrom                                        |          |
|                            | Klassisches Bartter-Syndrom                                        |          |
|                            | Gitelman-Syndrom                                                   |          |
|                            | Pseudohypoaldosteronismus Typ 1 und 2                              |          |
|                            | Pseudohyperaldosteronismus (Liddle-Syndrom)                        |          |
|                            | Glukokortikoidvermittelter Hyperaldosteronismus                    |          |
|                            | Apparenter Mineralocorticoid-Exzess                                |          |
| Wasser                     | Diabetes insipidus renalis                                         |          |
|                            | V2-Rezeptor-Defekt (X-chromosomal)                                 |          |
|                            | Aquaporindefekt (autosomal-rezessiv)                               |          |

### Sekundäre Tubulopathien im Rahmen von Stoffwechselerkrankungen
- Infantile (nephropathische) Zystinose
- Lowe-Syndrom
- Fanconi-Bickel-Syndrom
- Primäre Hyperoxalurie Typ I
- Adenin-Phosphoribosyl-Transferase-Mangel[4]
- Galaktosämie
- Hereditäre Fruktoseintoleranz
- Tyrosinämie Typ I
- Morbus Wilson
- Zytochrom-C-Oxidase-Mangel[5]

## Im Rahmen von Syndromen
Bei einigen Syndromen können Tubulopathien ein wesentliches Merkmal sein:
- EAST-Syndrom (Epilepsie-Ataxie-sensorineurale Schwerhörigkeit-Tubulopathie-Syndrom)[6]
- Gitelman-ähnliche Nierentubulopathie durch mitochondriale DNA-Mutation[7]
- Mitochondriales DNA-Depletionssyndrom, enzephalomyopathische Form[8]
- Nierentubulopathie-dilatative Kardiomyopathie-Syndrom[9]
- Proximale Tubulopathie - Diabetes mellitus - zerebelläre Ataxie[10]
- Renale Tubulopathie-Enzephalopathie-Leberversagen-Syndrom[11]

## Klinische Erscheinungen
Durch die ungenügende Rückresorption von Wasser und den darin gelösten organischen und anorganischen Substanzen in den Nierentubuli kommt es zu intra- und extrazellulären Veränderungen. Klinische Kriterien sind häufig Polyurie, Nykturie und Polydipsie, oft nächtlicher Durst, eventuell auch Salzhunger. Typischerweise entstehen eine Gedeih- und eine Wachstumsstörung, auch rachitische Veränderungen können auftreten.
Diagnostik und Therapie hängen von den jeweiligen Krankheiten ab, siehe dort.